# Lecionário 30
O Lecionário 30 (designado pela sigla ℓ 30 na classificação de Gregory-Aland) é um antigo manuscrito do Novo Testamento, paleograficamente datado do 1225 d.C.[a]
Este codex contém lições dos evangelhos de Mateus, Lucas e João (conhecido como Evangelistarium), mas com lacunas[a]. Foi escrito em grego, e actualmente se encontra na Biblioteca Bodleiana.